# Watamote
Watamote (jap: 私がモテないのはどう考えてもお前らが悪い!, Watashi ga Motenai no wa Dō Kangaetemo Omaera ga Warui!) ist eine japanische Manga-Reihe, die von Nico Tanigawa geschrieben und illustriert wurde. Die Serie startete 2011, später erschien ein Yonkoma-Spin-off und eine Anime-Fernsehserie von Studio Silver Link.

## Handlung
Die 15-jährige Tomoko Kuroki glaubte, dass sie beim Eintritt in die Highschool populär werden würde, weil sie sich in der Welt der Otome-Spiele gut auskennt. Tatsächlich zeigt sich, dass sie eine unkooperative und an sozialen Kompetenzen mangelnde Einzelgängerin geworden ist, die sich zum ersten Mal seit Jahren gezwungen sieht, zu schauen, wie sie wirklich ist. Im Lauf der Handlung versucht Tomoko ihren sozialen Status und ihre Fähigkeiten zu verbessern und außerdem den Schulalltag zu meistern. Dabei kommt es zu tragikomischen Momenten, wo sie wieder daran erinnert wird, wer sie eigentlich ist.

## Charaktere

### Hauptfiguren
- Tomoko Kuroki (黒木 智子, Kuroki Tomoko) ist die Hauptfigur der Serie. Sie wird oft als verzweifeltes, einsames und geistesgestörtes Mädchen dargestellt, das sich durch ihre Soziale Phobie und lebhafte Mimik sowie ihre Tränenanfälle auszeichnet. Sie hat eine grimmige Sicht auf das Leben, da die meisten ihrer Gedanken darin bestehen, andere oder sich selbst zu beleidigen. Den größten Teil ihrer Tage verbringt sie mit dem Spielen von Computerspielen und Surfen im Internet.
- Yū Naruse (成瀬 優, Naruse Yū) ist Tomokos beste und möglicherweise einzige Freundin. Anfangs ist sie ein Mädchen mit einer etwas seltsamen Erscheinung, aber später geht sie mit ihren neu entdeckten blonden Haaren und großen Brüsten in die Highschool und macht damit Tomoko eifersüchtig. Trotz ihrer radikalen Verjüngungskur und einem Freund, mit dem sie später Schluss macht, betrachtet sie Tomoko immer noch als ihre besten Freundin. Sie ist die Hauptfigur des 4-Panel-Spin-off-Manga.
- Tomoki Kuroki (黒木 智貴, Kuroki Tomoki) ist Tomokos düsterer jüngerer Bruder. Oft ärgert er sich über ihr seltsames Verhalten und gerät manchmal in Streit mit ihr. Weil er Freunde hat und ein talentierter Fußballspieler ist, geht Tomoko gelegentlich in sein Zimmer, um sich einen Rat von ihm zu holen.

### Familie
- Kiko Satozaki (里崎 希心, Satozaki Kiko) /Kii (きーちゃん, Kī-chan) ist Tomokos jüngere Cousine, die gerade die Mittelschule besucht hat. Anfangs sieht sie Tomoko als große Schwester an, aber beginnt später, sie zu bemitleiden, nachdem sie bemerkt hat, dass sie nur lügt, um sie zu beeindrucken.
- Tomokis Mutter macht sich oft Sorgen um das Wohlergehen und Verhalten ihrer Tochter.

### Schule
- Kotomi Komiyama (小宮山 琴美, Komiyama Kotomi) ist Tomokos und Yuus Klassenkameradin in der Mittelschule, die zuerst im Spin-off-Manga auftaucht und sich später herausstellt, dass sie Tomokos Highschool besucht. Sie und Tomoko mögen einander nicht, sie tun nur so, als würden sie miteinander auskommen, wenn Yuu in der Nähe ist. Sie ist in Tomoki verknallt, aber sie steht ständig bei Tomoko.
- Megumi Imae (今江 恵美, Imae Megumi) ist die gut gelaunte Schülerratspräsidentin an der Schule Tomokos, die Tomoko oft die größte Zuneigung entgegengebracht hat.
- Masaki Yoshida (吉田 茉咲, Yoshida Masaki) ist Tomokos Klassenkameradin, die ein gruseliges Aussehen hat und von Tomoko oft als kriminell bezeichnet wird. Sie wirkt oft gewalttätig gegenüber Tomoko, wenn sie mal wieder zu weit geht. Sie mag aber auch süße Dinge.
- Yuri Tamura (田村 ゆり, Tamura Yuri) ist Tomokos Klassenkameradin, die oft mit Yoshida und Mako gesehen wird. Oft ist sie still und düster und regt sich auf, wenn Tomoko mit anderen Menschen auskommt.
- Mako Tanaka (田中 真子, Tanaka Mako) ist Tomokos Klassenkamerad und Yuris bester Freund.
- Hina Nemoto (根元 陽菜, Nemoto Hina) ist Tomokos Klassenkameradin, die heimlich eine Synchronsprecherin werden möchte.
- Emiri Uchi (内 笑美莉, Uchi Emiri) ist Tomokos Klassenkameradin mit dem Spitznamen Ucchi (うっちー, Utchī), den sie von ihren Freunden bekommt und die sich zunehmend des Verhaltens von Tomoko bewusst wird und schließlich eine Besessenheit von ihr entwickelt. Sie ist oft für einen  Emoji ähnlichen Ausdruck bekannt.
- Asuka Katō (加藤 明日香, Katō Asuka) ist ein stylischer Gyaru, der Tomoko gegenüber freundlich ist.
- Koharu Minami (南 小陽, Minami Koharu) ist ein Mädchen mit einem fangenden Aussehen, das mit Mako befreundet ist und oft schlecht von Tomoko spricht.
- Akane Okada (岡田 茜, Okada Akane) ist Hinas beste Freundin, die eine aufstrebende Frisur hat.
- Akari Iguchi (井口 朱里, Iguchi Akari) ist ein Mädchen in Tomokos Schule, das in Tomoki verliebt ist, aber von Tomoko immer wieder aufs Neue kritisiert wird.
- Ogino (荻野, Ogino) ist Tomokos exzentrischer Klassenlehrer, der sie oft ermutigt, Freunde zu finden.

## Medien

### Manga
Geschrieben von Nico Tanigawa, begann Watamote ab dem 4. August 2011 im von Square Enix herausgegebenen Onlinedienst Gangan Comics-. Das erste Tankōbon-Band wurde am 21. Januar 2012 veröffentlicht. 2013 erschien auch ein offizielles Fanbuch. Eine Anthologie wurde am 22. Juni 2013 veröffentlicht. Ein Ableger der Serie erschien als Yonkomaserie unter dem Titel Watashi no Tomodachi ga Motenai no wa Dō Kangaetemo Omaera ga Warui zwischen dem 22. Januar 2013 und dem 22. Juli 2015 in Square Enix Gangan Joker.
Yen Press veröffentlicht den Manga in Nordamerika und Großbritannien seit Oktober 2013.

#### Bände
| Band | Kapitel | Originaltitel                                                 | Erstveröffentlichung | ISBN (japanisch)       |
| ---- | ------- | ------------------------------------------------------------- | -------------------- | ---------------------- |
| 1    | 1–9     | watakushi ga motenai no wa dō kangaete moomae-ra ga warui!    | 1. Januar 2012       | ISBN 978-4-7575-3480-3 |
| 2    | 10–18   | watakushi ga motenai no wa dō kangaete moomae-ra ga warui! 2  | 2. Mai 2012          | ISBN 978-4-7575-3597-8 |
| 3    | 19–27   | watakushi ga motenai no wa dō kangaete moomae-ra ga warui! 3  | 3. Dezember 2012     | ISBN 978-4-7575-3818-4 |
| 4    | 28–36   | watakushi ga motenai no wa dō kangaete moomae-ra ga warui! 4  | 4. Juni 2013         | ISBN 978-4-7575-3980-8 |
| 5    | 37–38   | watakushi ga motenai no wa dō kangaete moomae-ra ga warui! 5  | 5. Oktober 2014      | ISBN 978-4-7575-4064-4 |
| 6    | 47–55   | watakushi ga motenai no wa dō kangaete moomae-ra ga warui! 6  | 6. März 2014         | ISBN 978-4-7575-4025-5 |
| 7    | 56–66   | watakushi ga motenai no wa dō kangaete moomae-ra ga warui! 7  | 7. Oktober 2014      | ISBN 978-4-7575-4121-4 |
| 8    | 67–77   | watakushi ga motenai no wa dō kangaete moomae-ra ga warui! 8  | 22. August 2015      | ISBN 978-4-7575-4713-1 |
| 9    | 78–88   | watakushi ga motenai no wa dō kangaete moomae-ra ga warui! 9  | 22. März 2016        | ISBN 978-4-7575-4911-1 |
| 10   | 89–98   | watakushi ga motenai no wa dō kangaete moomae-ra ga warui! 10 | 22. Oktober          | ISBN 978-4-7575-5125-1 |
| 11   | 99–110  | watakushi ga motenai no wa dō kangaete moomae-ra ga warui! 11 | 22. März 2017        | ISBN 978-4-7575-5277-7 |

### Anime
Eine Anime-Fernsehserie zum Manga wurde von Silver Link produziert und in Japan zwischen dem 8. Juli und dem 23. September 2013 ausgestrahlt. Als Simulcast wurde sie ebenfalls auf Crunchyroll ausgestrahlt. Regie führte Shin Oonuma und das Drehbuch wurde von Takao Yoshioka geschrieben. Das Charakterdesign ist von Hideki Furukawa. Eine erste Auswertung auf Video kam am 22. Oktober 2014 mit dem siebten Manga-Band heraus. Sentai Filmworks veröffentlichte sie am 26. August 2014 auf Blu-ray und DVD.
Das Titellied lautet Watashi ga Motenai no wa dō Kangaetemo Omaera ga Warui! und erreichte Platz 43 in den Japan Hot 100.

#### Episodenliste
| Folge | Titel                                                           | Erstausstrahlung   |
| 1     | Since I’m Not Popular, I’ll Change My Image a Bit               | 9. Juli 2013       |
| 2     | Since I’m Not Popular, I’ll See My Old Friend                   | 16. Juli 2013      |
| 3     | Since I’m Not Popular, The Weather’s Bad                        | 23. Juli 2013      |
| 4     | Since I’m Not Popular, I’ll Have a Good Dream                   | 30. Juli 2013      |
| 5     | Since I’m Not Popular, I’ll Boost My Skills                     | 6. August 2013     |
| 6     | Since I’m Not Popular, I’ll Go See the Fireworks                | 13. August 2013    |
| 7     | Since I’m Not Popular, I’ll Enjoy Summer Vacation               | 20. August 2013    |
| 8     | Since I’m Not Popular, I’ll Put On Airs                         | 27. August 2013    |
| 9     | Since I’m Not Popular, Summer Will End                          | 3. September 2013  |
| 10    | Since I’m Not Popular, Second Term Is Starting                  | 10. September 2013 |
| 11    | Since I’m Not Popular, I’ll Participate in the Culture Festival | 17. September 2013 |
| 12    | Since I’m Not Popular, I’ll Think About the Future              | 24. September 2013 |

#### Synchronisation
| Rolle         | Japanisch       |
| ------------- | --------------- |
| Tomoko Kuroki | Izumi Kitta     |
| Yuu Naruse    | Kana Hanazawa   |
| Tomoki Kuroki | Yūichi Nakamura |
| Hina Nemoto   | Yuuko Kurose    |
| Okada         | Ayaka Asai      |
| Suzuki        | Shuuhei Iwase   |
| Kiyota        | Kengo Takanashi |

## Rezeption
Der zweite Band, der am 22. Mai 2012 veröffentlicht wurde, belegte in seiner Eröffnungswoche Platz 10 der Oricon-Charts. Seit Juli 2013 hat die Serie mehr als 1,5 Millionen Exemplare gedruckt. Der Manga gewann auch Popularität im Ausland, nachdem Fan-Übersetzungen der Serie auf dem englischsprachigen Imageboard 4chan veröffentlicht wurden.
WataMote war Gegenstand von Debatten, insbesondere in der Behandlung von sozialen Ängsten und der Hauptfigur Tomoko. Gegenstand war die Frage, ob es sich bei der Serie um eine Komödie oder eine Untersuchung von einer Neurose mit vielen unterschiedlichen Meinungen darüber handelt, ob das Thema humorvoll sein soll oder nicht. Dennoch wurde die Anime-Adaption gelobt.
Richard Eisenbeis gab der Serie bei Kotaku eine sehr negative Kritik und bezeichnete die Serie als den „gemeinsten“ Anime, den er jemals als Kritiker und Fan angesehen habe. Eisenbeis kritisierte, dass die soziale Phobie der Protagonistin Hauptquell des Humors sei und dies eine erniedrigende und lächerliche Darstellung psychisch Erkrankter sei.
Anime News Network verglich die Serie mit anderen Werken, die sich mit dem Thema sozialer Außenseiter beschäftigen, wie zum Beispiel NHK ni Yōkoso! und Genshiken. Darüber hinaus wird Tomoko als komplette Anti-Moe-Figur dargestellt, da sie wütend und rachsüchtig ist, anstatt ein typisches fröhliches Mädchen, das einfach nur sozial ungeschickt ist. Die Kritik lobt die Serie als aufschlussreich und geradlinig in der Behandlung von sozialer Fehlanpassung.